# Bygas
Bygas er en betegnelse for visse gastyper, der fremstilles på offentlige gasværker og distribueres gennem gasledninger til forbrugere i byområder. Bygas er i tidens løb blevet brugt til belysning (bl.a. langs gader, i fabrikshaller og i private hjem), senere til madlavning (gaskomfurer), rumopvarmning mm.
I de dele af verden hvor der er forekomster af naturgas er det blevet umoderne at fremstille gas på gasværker[kilde mangler]. I Danmark åbnedes rørledninger med naturgas fra boreplatforme i Nordsøen i 1984. Det sidste danske kulgasværk blev lukket i København i 2007, og biologiske bygasværker overtager i stigende grad.
Der er afgørende forskelle på naturgas og bygas, bl.a. en forskel i brændværdi på ca. 2:1.

## Typer af bygas
KulgasI bygassens tidlige historie foregik fremstillingen hovedsageligt ved at opvarme stenkul til en meget høj temperatur i en lukket jernbeholder, en retort. I retorten dannes kulgas ved kemiske reaktioner, der efterbehandles og distribueres i ledningsnettet.
SpaltgasI Danmark steg kulprisen i 1960'erne mens olieprisen faldt. Der oprettedes derfor gasværker der fremstillede bygas af olie i stedet for kul.
Naturgas/luftVed at blande naturgas med luft opnås en gas med en brændværdi som bygas. I København og på Frederiksberg distribuerer HOFOR siden 2007 Bygas2 i bygasnettet. Bygas2 er en 51%/49% blanding af metan og luft.

## Bygas i Danmark
Bygassen blev etableret i en række danske byer fra 1853
| By             | Etableringsår | Ophørsår |
| -------------- | ------------- | -------- |
| Odense         | 1853          | 1978     |
| Flensborg      | 1854          | 1982     |
| Assens         | 1854          | 1976     |
| Helsingør      | 1854          | 1977     |
| Aalborg        | 1854          |          |
| Randers        | 1854          | 1977     |
| Aarhus         | 1854          | 1982     |
| København      | 1857          |          |
| Vejle          | 1859          | 1969     |
| Viborg         | 1859          | 1972     |
| Frederiksberg  | 1860          |          |
| Hørsholm       | 1911          | x        |
| Kolding        | 1861          | 2005     |
| Svendborg      | 1856          | 2004     |
| Struer         | 1898          | 1968     |
| Lemvig         | 1902          | 1971     |
| Holstebro      | 1881          | 1978     |
| Ringkøbing     | 1894          | 1971     |
| Herning        | 1898          | 1976     |
| Skjern         | 1911          | 1963     |
| Varde          | 1885          | 1963     |
| Esbjerg        | 1896          | 1978     |
| Nordby         | 1907          | 1963     |
| Tønder         | 1866          | 1962     |
| Ribe           | 1862          | 1974     |
| Sønderborg     | 1857          | 1969     |
| Aabenraa       | 1863          | 1968     |
| Haderslev      | 1858          | 1974     |
| Christiansfeld | 1902          | 1922     |
| Vamdrup        | 1911          | 1959     |
| Fredericia     | 1866          | 1976     |
| Horsens        | 1860          | 1985     |
| Odder          | 1897          | 1991     |
| Silkeborg      | 1856          | 1968     |

I dag (2016) findes der kun bygas i Storkøbenhavn og Aalborg.
Kort over danske gasværker www.gasmuseet.dk Arkiveret 21. december 2016 hos  Wayback Machine

## Blandede fakta
- Indtil 1955 blev bygas i Danmark fremstillet ved afgasning af stenkul og kun i spidsbelastningsperioder suppleret med vandgas.[8]
- I årene 1955-1970 blev i Danmark en stadig større andel af bygassen fremstillet af jordoliefraktioner på spaltgasværker. I de fleste bysamfund besluttede man at gassen ret nøje skulle svare til kulgassen. Således undgik man at udskifte gasinstallationer hos forbrugerne. I nogle mindre bysamfund gik man dog over til en mere energirig gas (propan/luft) hvilket betød udskiftning af forbrugernes gasinstallationer.[9]
- Siden 1989 har Aalborg og senere København i 2007 benyttes blandingsanlæg, som blander naturgas og luft, denne bygastype kaldes også bygas2.
- I 2013 begyndte København at iblande biogas i blandingen af naturgas og luft, udvundet fra byens spildevand.[6]
- Årsagen til skiftet fra kul til olieprodukter ved bygasfremstillingen var at olien fra 1955-1970 var blevet relativt billigere i forhold til kul. Transport af kul er dyrt.[10]
- Afgasning af stenkul er tør destillation i temperaturerområdet 600-1200C. Processen foregår i gasfyrede retorter af keramisk materiale. Herved fordamper kulgas og tjære. Koks bliver tilbage. Koks er 96-98% kulstof og resten er brint, ilt og svovl.[11]
- Ved forgasning (ikke at forveksle med afgasning) lader man koks reagere med et forgasningsmiddel ved en høj temperatur. Forgasningsmidlet kan være luft eller vanddamp eller en passende blanding af disse. Ved forgasning omdannes koksene næsten fuldstændigt til forskellige gasser (kun aske bliver tilbage). Processen sker i såkaldte gasgeneratorer. I procesen dannes CO, CO2 og brint, men det afhænger bl.a. af sammensætningen af forgasningsmidlet og temperaturen.[12]